# Шантаж (фильм, 1947)
«Шантаж» (англ. Blackmail) — фильм нуар режиссёра Лесли Селандера, который вышел на экраны в 1947 году.
Фильм рассказывает о частном детективе Дэне Тёрнере (Уильям Маршалл), который получает заказ от медиамагната и плейбоя Зигги Крэнстона (Рикардо Кортес) найти шантажистов, вымогающих у него крупную сумму денег. По ходу расследования Дэн сталкивается с различными подозрительными и криминальными личностями, а также парой убийств, в итоге добиваясь успеха, однако, как отмечает кинокритик Хэл Эриксон, «остаётся чувство, не было бы лучше, если бы Крэнстон разобрался со своими преследователями самостоятельно».
Образ главного героя фильма взят из серии популярных бульварных историй про частного детектива Дэна Картера. Наряду с фильмами «Мальтийский сокол» (1941), «Это убийство, моя милочка» (1944), «Большой сон» (1946), «Тёмный угол» (1946), «Кровавые деньги» (1947), «Леди в озере» (1947), «Я люблю трудности» (1948) и «Целуй меня насмерть» (1955) эта картина относится к числу нуаров, в центре внимания которых находятся частные детективы.

## Сюжет
Частный детектив Дэниел Дж. Тёрнер (Уильям Маршалл) приезжает в особняк процветающего магната в сфере шоу-бизнеса Зигги Крэнстона (Рикардо Кортес). У дверей дома его встречает шофёр магната Антуан Леблан (Ричард Фрейзер), который начинает говорить с детективом по-французски, а затем сзади нападает на него. Когда Дэн укладывает Леблана на землю, тот вдруг оказывается обычным американцем. В доме Дэна встречает дворецкий, который заявляет, что хозяин не может его принять, однако благодаря своей настойчивости детектив добивается появления Зигги, который, как выясняется, опасается покушения и потому не доверяет незнакомцам. Убедившись, что Дэн именно тот, за кого себя выдаёт, Зигги рассказывает, что пригласил его, чтобы тот помог ему выпутаться из трудного положения. Некоторое время назад Зигги, который является азартным игроком, выиграл в казино «Серебряный лебедь» 50 тысяч долларов. Перед уходом он встретил Карлу (Стефани Бэчелор), с которой у него когда-то были отношения, и он пообещал ей роль в одном из своих радиошоу. Однако затем Зигги отдал роль своей новой фаворитке, а Карла в итоге стала работать в казино певицей. Карла уговорила Зигги выпить по стаканчику по случаю их расставания, и после первого же глотка Зигги потерял сознание. Он пришёл в себя лишь на следующее утро в пустом пентхаусе Карлы. Вернувшись домой, Зигги получил по почте компрометирующие его фотографии вместе с Карлой, сделанные прошлой ночью, однако ничего о той ночи не помнит. Вскоре позвонила Карла, пригласив его к себе домой, где потребовала за негативы этих фотографий 50 тысяч долларов. Зигги отказался платить ей и ушёл, а на следующее утро прочитал в газетах, что Карла при загадочных обстоятельствах выпала из окна своей квартиры и разбилась.
Когда Зигги заканчивает свою историю, в примыкающем к гостиной зимнем саду раздаётся подозрительный шум, и Дэн направляется проверить, что там происходит. Когда он выходит в сад, некий мужчина наставляет на него пистолет и требует заплатить 150 тысяч долларов. Дэну удаётся отвлечь его внимание и завязать драку, но мужчина в итоге отталкивает Дэна и убегает во внутренний двор. Когда он пробегает мимо бассейна в него кто-то стреляет, и мужчина падает в прямо в воду. Подбежав к бассейну, Дэн видит Зигги с оружием в руке, который утверждает, что не стрелял и не видел стрелявшего. В этот момент у бассейна появляется Сильвия Дуэйн (Адель Мара), подруга Зигги, которая заявляет, что только подъехала и ничего не видела. Зигги обрывает телефонный провод и пытается подкупить Дэна, чтобы тот не заявлял об этом убийстве в полицию. Однако Дэн расправляется с Зигги, после чего направляется вместе с ним на ближайшую автозаправочную станцию, откуда звонит инспектору отдела убийств Дональдсону (Грант Уитерс), с которым знаком по прошлым делам. Когда Дэн вместе с Зигги возвращаются на место преступления, там уже находится полиция, однако тело каким-то образом исчезло из бассейна, при этом Сильвия утверждает, что никакого тела и не было. Позднее в полицейском участке Дональдсон сообщает Дэну, который подозревает Антуана в причастности к убийству, что шофёр в своё время был военным, с почётом выйдя в отставку после службы в войсках связи. По полицейской базе данных Дэн также устанавливает, что застреленным у бассейна был «Блю Чип» Уинслоу (Джордж Дж. Льюис), который хорошо известен полиции как работник казино «Серебряный лебедь». Получив от Дональдсона адрес Уинслоу, Дэн приезжает к нему домой, где встречает Антуана, который разыскивает негативы. Между ними возникает драка, в ходе которой Дэн одерживает верх, находит негативы в фуражке Антуана, после чего отвозит шофёра в дом Зигги. Получив негативы, Зигги их немедленно сжигает, а затем рассказывает, что это Антуан и Сильвия спрятали тело Уинслоу. Дэн направляется в «Серебряный лебедь», где намеревается разузнать что-либо о Уинслоу. Сотрудники клуба отказываются отвечать на вопросы Дэна и проводят его в кабинет хозяина казино Спайса Кэллоуэя (Рой Баркрофт), где присутствует также его ближайший подручный по прозвищу Пинки (Тристрам Коффин). Пинки вместе со своими людьми хватают Дэна и обыскивают его, обнаруживая удостоверение частного детектива. Затем Дэн рассказывает Келлоуэю об убийстве Уинслоу, но тот утверждает, что ему об этом ничего не известно. Более того, он даёт Дэну чек на 1000 долларов, чтобы тот сделал всё возможное, чтобы в результате расследования не пострадала репутация казино.
Дэн возвращается в дом Зигги, чтобы допросить Антуана и других слуг, которые однако не сообщают ничего полезного. В этот момент кто-то звонит Зигги, и Дэн по параллельной линии слышит, как от Зигги требуют доставить 150 тысяч долларов в условленное место на горе Топанга-Каньон. Хотя звонивший говорил как будто бы мужским голосом, Дэн подозревает, что это могла быть Сильвия, которая благодаря работе на радио научилась умело имитировать чужие голоса. Это подтверждает и Зигги. Однако выглянув через несколько секунд в окно, он видит, что Сильвия находится во дворе у бассейна. Когда же Дэн выходит из дома, то обращает внимание на то, что при восстановлении телефонной связи, был проложен дополнительный провод, который тянется из основного дома к домику около бассейна. Отъезжая от дома, Дэн замечает, что за ним следует кто-то из людей Кэллоуэея. Дэн останавливается и ввязывается в этим человеком в драку. Расправившись с ним, он просит вернуть Кэллоуэею чек на 1000 долларов и передать, что больше он ничем ему не обязан. Тем временем, пока Антуан уезжает, чтобы отвезти в условленное место портфель с 150 тысячами долларов, Дэн привозит Зигги к дому Антуана, где у входа их ожидает Дональдсон. Дэн один заходит в квартиру шофёра, где слышит голос Сильвии, которая в темноте полагает, что приехал Антуан. Он окончательно убеждается в свое догадке, что Сильвия и Антуан вместе задумали и пытались осуществить похищение 150 тысяч долларов, для чего убили Карлу и Уинслоу. Когда в квартиру заходят Зигги и Дональдсон, Дэн обманывает Сильвию, давая ей понять, что они задержали Антуана, и он во всём сознался, возложив всю вину на неё. В ответ на эти слова Сильвия резко возражает, что это всё придумал Антуан. Лишь после этого в квартиру входит Антуан вместе с чемоданом, и разъярённая Сильвия стреляет в своего сообщника, убивая его на месте. Дональдсон выстрелом выбивает из руки Сильвии пистолет, после чего арестовывает её, а Дэн просит Зигги заплатить ему за услуги 5 тысяч долларов.

## В ролях
- Уильям Маршалл — Дэн Тёрнер
- Адель Мара — Сильвия Дуэйн
- Рикардо Кортес — Зигги Крэнстон
- Грант Уитерс — инспектор полиции Дональдсон
- Стефани Бачелор — Карла
- Ричард Фрейзер — Антуан Леблан
- Рой Баркрофт — Спайс Келлауэй
- Джордж Дж. Льюис — «Блю Чип» Уинслоу
- Грегори Гей — Джервис
- Тристрам Коффин — Пинки
- Ева Новак — Мейми, служанка
- Бад Вольф — Гомес

## Создатели фильма и исполнители главных ролей
За свою карьеру, охватившую более 40 лет, режиссёр Лесли Селандер поставил 134 фильма категории В, из которых 108 были вестернами. Наиболее популярными картинами Селандера стали фильм ужасов «Призрак вампира» (1945), криминальная комедия «Небесный дракон» (1949), фантастическая лента «Полёт на Марс» (1952), а также вестерны «Трое из Техаса» (1940), «Приграничный патруль» (1943), «Жёлтый томагавк» (1954), «Человек в седле» (1955), «Одинокий рейнджер и исчезнувший золотой город» (1958) и «Техасец» (1960).
Рикардо Кортес был звездой 1930-х годов, сыграв в таких фильмах, как мелодрама «Поток» (1926), криминальные мелодрамы «Мальтийский сокол» (1931), «Полночная Мери» (1933) и «Большая встряска» (1934), криминальные хорроры «Тринадцать женщин» (1932) и «Разгуливающий мертвец» (1936), детектив «Чарли Чен в Рино» (1939) и фильм нуар «Медальон» (1946). Во второй половине 1940-х годов Кортес стал сниматься значительно реже, а после этой картины появился всего лишь в 4 фильмах.
Адель Мара начала сниматься в 1942 году, сыграв в общей сложности в 42 фильмах, в том числе, в главных ролях в детективе «По прозвищу Бостонский Блэки» (1942), фильме нуар «Внутренний круг» (1946), приключенческом боевике «Найти „Красную ведьму“» (1948), военной драме «Пески Иводзимы» (1949) и вестерне «След на Рок-Айленде» (1950).
На главную роль студия Republic Pictures взяла Уильяма Маршалла, который до того был певцом в популярном оркестре Фреда Вэринга, после чего попытался повторить удачный карьерный ход певца Дика Пауэлла, которого студия RKO Pictures взяла вопреки амплуа на роль крутого детектива Филиппа Марлоу в фильме «Это убийство, моя милочка» (1944). Маршалл сыграл главные роли в мелодраме «Эта девушка Бреннан» (1946), музыкальном детективе «Убийство в мюзик-холле» (1946) и мюзикле «Девушка с календаря» (1947). Однако после «Шантажа» Маршалл практически завершил свою актёрскую карьеру, в дальнейшем поставив как режиссёр три картины, среди них приключенческий фильм «Приключения капитана Фабиана» (1951) и фантастический фильм «Призрачная планета» (1961).

## История создания фильма
Как отмечает историк кино Артур Лайонс, фильм «Шантаж» значим тем, что «вывел на экран Дэна Тёрнера, самого долгоживущего частного сыщика в бульварной литературе», которого американский юморист С. Дж. Перельман однажды назвал «апофеозом всех частных детективов» .
Создатель образа Тёрнера, писатель Роберт Лесли Беллем был, по словам Лайонса, «законченным бульварным автором, за время своей карьеры опубликовавшим более 3000 рассказов под различными именами и в различных жанрах». Персонаж Дэн Тёрнер впервые появился в рассказе, опубликованном в 1934 году в журнале Spicy Detective. К 1942 году он стал настолько популярен, что ему был посвящён собственный журнал Dan Turner, Hollywood Detective, который выходил вплоть до 1950 года.
Несмотря на такую популярность в литературе, Дэн Тёрнер появился в кино ещё всего лишь один раз в фильме 1990 года «Дэн Тёрнер, голливудский детектив».
Фильм имеет продолжительность 67 минут, однако для первых показов по телевидению его сократили до 54 минут.

## Оценка фильма критикой

### Общая оценка фильма
После выхода фильма на экраны обозреватель «Нью-Йорк Таймс» А. Х. Вейлер назвал его «малым, стандартным детективом», отметив при этом, что «авторы сценария и/или производитель фильма, кинокомпания Republic, вероятно, были убеждены в том, что с помощью быстрого обмена репликами им удастся исправить довольно сбивчивый ход событий». Однако, по мнению Вейлера, этому фильму с «двумя убийствами и тремя кулачными боями» требовалось нечто «большее, чем периодические яркие остроты, чтобы внести в происходящее ясность и динамику».
Современный критик Хэл Эриксон позитивно оценил картину, назвав её «живым и лёгким комедийным детективом студии Republic», а Майкл Кини заключил, что «этот низкобюджетный фильм попадает в категорию „настолько плох, что хорош“». По словам критика, «сюжет, конечно, предсказуем, но тем не менее, фильм доставляет удовольствие, в частности, благодаря изобилию качественно поставленных драк и увлекательной автопогоне». Негативно оценивший картину Артур Лайонс пишет, что фильм вполне может претендовать на звание «худшего фильма про частного детектива в истории», отметив также, что «он в большей степени хочет быть нуаром, чем является таковым на самом деле» .

### Оценка работы режиссёра и творческой группы
Как отмечает Лайонс, «можно только предполагать, как сценарист Ройал К. Коул пытался донести до зрителя прозу Беллема, которая была почти что пародией на авторов крутых романов, подобных Чандлеру, однако вышла у него лишь низкопробная комедия». Майкл Кини обращает внимание на «странную привычку Тёрнера добавлять небольшие обращения в конце каждой фразы („сосунок“, „дорогуша“, „умник“, „приятель“, „детка“), не взирая на возраст и пол человека, к которому он обращается. Его, в свою очередь, называют то „Шерлок“, то „сыщик“, то непонятно откуда взявшийся Самсон». Как далее пишет Кини, «обмены репликами настолько фальшивы и вульгарны, что если бы фильм делался не в 1947 году, то можно было бы заподозрить, что сценаристы набирались опыта у телесериала „Бэтмен“ 1960-х годов. Намеренно смешные реплики, произносимые невозмутимым героем Маршалла и его партнёрами, в большинстве своём невразумительны, но именно это и делает их забавными. Надо это увидеть, чтобы в это поверить».

### Оценка актёрской игры
Вейлер особенно выделил игру Кортеса, который «качественно сыграл роль издёрганного, но учтивого плейбоя», а также «Маршалла в роли частного сыщика и парня, который неудачлив в конце большинства драк». Майкл Кини обратил внимание на Маршалла в роли «твёрдого, как обувная кожа, частного сыщика», Кортеса в роли «голливудского плейбоя», Мары в роли его невесты, Фрейзера в роли его «псевдо-французского шофёра», а также Уитерса в роли «полицейского инспектора, который расследует дело». По мнению Кини, все эти «актёры, даже невыразительный Маршалл, не столь уж плохи, показывая, по крайней мере, актёрский уровень выше, чем в картинах Эда Вуда». С другой стороны, Лайонс называет Маршалла «шутом, произносящим деревянным голосом классические строчки, вроде „Я полагаю, этот пистолет только что вырос в твоём кулаке как нарцисс“, „Не двигайся, дорогуша. Эта штучка стреляет не зефиром“ и „Эй, ты… с муфтой“ (шофёру, который полирует машину специальной перчаткой). Хотя его речь крута, Маршалл, кажется, единственный крутой частный детектив, которого посылают в нокаут, столкнув в бассейн!».